# Lijst van beelden in Rotterdam-Centrum
De lijst van beelden in Rotterdam-Centrum is onderdeel van de (onvolledige) lijst van beelden in Rotterdam. Onder een beeld wordt hier verstaan elk driedimensionaal kunstwerk in de openbare ruimte van Rotterdam. Muurschilderingen zijn tweedimensionaal. Beeldhouwwerken zijn veelal driedimensionaal. Maar de grenzen van de definitie zijn niet scherp in deze stad.

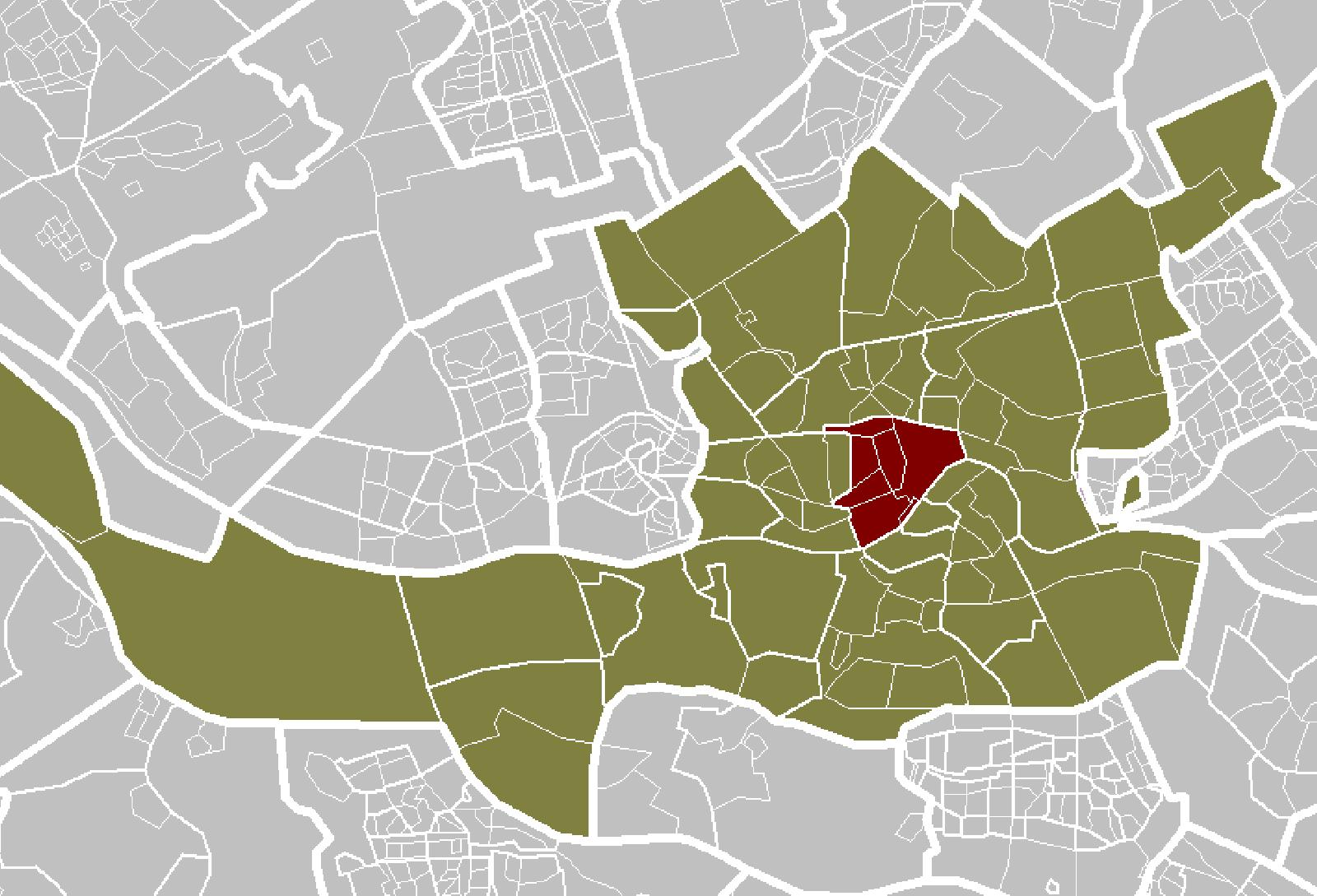

Onder onthulling wordt verstaan de eerste oprichting van het beeld. Het beeld van Erasmus was in 1549 het eerste niet religieuze standbeeld van Nederland. Het houten beeld sierde de Wijde Kerksteeg tijdens de intocht van Prins Filips. Het huidige exemplaar stamt echter uit 1622. Onder de locatie wordt verstaan de huidige plek van het beeld in de stad.
Dit deel bevat de beelden in Rotterdam-centrum. Het centrum bestaat uit de Stadsdriehoek, Cool, het Oude Westen en het Scheepsmakerskwartier. Het wordt begrensd door het Centraal Station, 's-Gravendijkwal, de Maas, Oostplein en Goudsesingel.
Voor een volledig overzicht van de beschikbare afbeeldingen zie: Beelden in Rotterdam-Centrum op Wikimedia Commons.
| Werk                                                                 | Schepper | Locatie                                                | Onthulling         | Materiaal                              | Afbeelding       |
| -------------------------------------------------------------------- | --- | ------------------------------------------------------ | ------------------ | -------------------------------------- | ---------------- |
| Erasmus van Rotterdam                                                | Hendrick de Keyser                                                                                                  | Grotekerkplein, noordzijde                             | 1622               | brons                                  |                  |
| Willem II                                                            | Johannes Theodorus Stracké                                                                                          | Wijnstraat                                             | 1849               |                                        |                  |
| Mercurius                                                            | Jean Theodore Stracké                                                                                               | Beursgebouw Rotterdam                                  | 1852               |                                        |                  |
| Hendrik Tollens                                                      | Jean Theodore Stracké                                                                                               | Het Park                                               | 1860               |                                        |                  |
| Gijsbert Karel van Hogendorp                                         | Jozef Geefs | Beurstrappen                                           | 1865               | brons                                  |                  |
| De Maagd van Holland (alias Kaat Mossel)                             | Joseph Graven | Nieuwemarkt bij de Gedempte Botersloot                 | 1874, 22 oktober   | steen, water                           |                  |
| Witte Huis: gevelbeelden                                             | Simon Miedema | Wijnhaven                                              | 1898               | Materiaal                              |                  |
| l'Homme qui marche                                                   | Auguste Rodin | Westersingel                                           | 1905/ 1966         | brons                                  |                  |
| Calandmonument                                                       | Henri Evers(ontwerp), Arend Odé (beelden)                                                                           | Veerkade                                               | 1907               | steen (obelisk), brons (beelden)       |                  |
| Van 't Hoff monument                                                 | Charles van Wijk(ontwerp)                                                                                           | 's-Gravendijkwal                                       | 1915, 17 april     |                                        |                  |
| Bernard van Dieren                                                   | Jacob Epstein | de Doelen, Concertgebouw                               | 1916               |                                        |                  |
| Willem Schürmann                                                     | Charles van Wijk& Bon Ingen-Housz                                                                                   | Parklaan                                               | 1916               | brons op natuurstenen en betonnen voet |                  |
| Wilhelmina der Nederlanden                                           | Gra Rueb | Coolsingel, stadhuis                                   | 1919               |                                        |                  |
| Hendrik der Nederlanden                                              | Gra Rueb | Coolsingel, stadhuis                                   | 1919               |                                        |                  |
| Gouden vredesengel                                                   | Johan Keller | Coolsingel, stadhuis                                   | 1920               |                                        |                  |
| Johan van Oldenbarnevelt                                             | Charles van Wijk(ontwerp), Arend Odé (realisatie)                                                                   | Coolsingel, in een nis voor het Stadhuis               | 1920, 9 december   | brons                                  |                  |
| Fontein stadhuis Rotterdams                                          | Simon Miedema | Coolsingel                                             | 1920               |                                        |                  |
| Henri Evers                                                          | Johan Keller | Coolsingel, stadhuis                                   | 1923               |                                        |                  |
| Orpheus, ter herinnering aan Anton Verhey                            | John Rädecker | Het Park                                               | 1926               | Blauwe hardsteen                       |                  |
| G.J. de Jongh monument                                               | Leendert Bolle(beeld); ir. Ad van der Steur (architect); Jaap Gidding (mozaïek); Henk Chabot (inscriptie tegelwand) | Museumpark                                             | 1935/ 1937         |                                        |                  |
| Relief Erasmus                                                       | Leendert Bolle | Bij Erasmus MC                                         | 1937               |                                        |                  |
| La Grande Musicienne                                                 | Henri Laurens | Westersingel                                           | 1938/ 1966         | brons                                  |                  |
| Lloyd-monument                                                       | | Calandstraat / Veerhaven                               | 1947, 22 november  | brons                                  |                  |
| Twents Ros                                                           | Cor van Kralingen                                                                                                   | Blaak                                                  | 1950               |                                        |                  |
| Zonder titel                                                         | Piet van Stuivenberg                                                                                                | Gedempte Zalmhaven                                     | 1950               | natuursteen                            |                  |
| Mikado                                                               | Herman Lamers | Gedempte Zalmhaven                                     | 2013               |                                        |                  |
| Sterker door strijd                                                  | Hank Hans | Coolsingel, stadhuis                                   | 1951               |                                        |                  |
| De Verwoeste Stad(bijnaam: Stad zonder Hart en kortweg De Zadkine    | Ossip Zadkine | Plein 1940                                             | 1953, 15 mei       | brons                                  |                  |
| De Welvaart (bijnaam: Nakie van Blakie en Bank-bil-jet)              | Pieter Starreveld                                                                                                   | Coolsingel, aan de gevel van de ABN AMRO-bank          | 1953               | brons                                  |                  |
| Zeeman met Stuurrad                                                  | Bas van der Smit | Willemskade                                            | 1953               |                                        |                  |
| Relief Blind meisje gewekt door feeën                                | Han Rehm | Kipstraat                                              | 1953               |                                        |                  |
| Winston Churchill                                                    | Willem Verbon | Coolsingel, stadhuis                                   | 1954, 30 november  |                                        |                  |
| Zonder titel                                                         | Jan Albert Engelchor                                                                                                | Coolsingel                                             | 1954               |                                        |                  |
| Het afscheid                                                         | Umberto Mastroianni                                                                                                 | Westersingel                                           | 1955               | brons                                  |                  |
| Wall Relief no. 1                                                    | Henry Moore | Weena                                                  | 1955               | baksteen                               |                  |
| Waterdieren                                                          | Cor van Kralingen                                                                                                   | Hofplein                                               | 1955               | steen                                  |                  |
| Zonder titel                                                         | Carel Kneulman | Kruiskade, Thalia bioscoop                             | 1955               |                                        |                  |
| Danseres                                                             | Willem Verbon | Jan Evertsenplaats                                     | 1955               | brons                                  |                  |
| Land en zee 1                                                        | Willem Verbon en Louis van Roode                                                                                    | Boompjes 250                                           | 1955               |                                        |                  |
| Land en zee 2                                                        | Willem Verbon en Louis van Roode                                                                                    | Boompjes 250                                           | 1955               |                                        |                  |
| Spelende beertjes                                                    | Anne Grimdalen | Lijnbaan                                               | 1956               | brons                                  |                  |
| Zonder titel                                                         | Frans Tuinstra | Schiedamsedijk, hoek Vasteland                         | 1956               |                                        |                  |
| Zonder titel (2)                                                     | Frans Tuinstra | Schiedamsedijk, hoek Vasteland                         | 1956               |                                        |                  |
| De Boeg                                                              | Fred Carasso | Leuvehoofd bij de Boompjes                             | 1957, april        | beton, staal, aluminium                |                  |
| Monument voor alle gevallenen 1940 - 1945                            | Mari Andriessen | Stadhuisplein                                          | 1957, 4 mei        | brons                                  |                  |
| De gestileerde bloem                                                 | Naum Gabo | Coolsingel, voor De Bijenkorf                          | 1957, mei          | staal                                  |                  |
| Monument watersnood Zeeland                                          | Piet Esser | Museumpark                                             | 1957               | brons, gepatineerd                     |                  |
| Reizigers                                                            | J. Baas | Station Rotterdam Centraal                             | 1957/ 2014         |                                        |                  |
| Flat                                                                 | Mans Meijer | Ingang flat Aert van Nesstraat                         | 1957               |                                        |                  |
| De Trommelslager                                                     | Adri Blok | Lijnbaan (Rotterdam)                                   | 1958               | brons                                  |                  |
| Phoenix                                                              | Kees Timmer | Delfseplein (voorheen Zalmhaven)                       | 1958               |                                        |                  |
| Hommage à J.H. Leopold                                               | Ian Jacob Pieters                                                                                                   | de Doelen, Concertgebouw                               | 1958               |                                        |                  |
| Zonder titel                                                         | Wim van de Weerd | Parkflat Westzeedijk                                   | 1958               |                                        |                  |
| Monsieur Jacques                                                     | Ludwig Oswald Wenckebach                                                                                            | Coolsingel, tegenover het HBU-gebouw                   | 1959, 18 mei       | brons                                  |                  |
| Zonder titel                                                         | Louis van Roode | Delftseplein                                           | 1959               |                                        |                  |
| Karel Doorman                                                        | Willem Verbon | Karel Doormanstraat                                    | 1959               |                                        |                  |
| "Voor hen die vielen"                                                | | Coolsingel 75                                          | 1960               | zwarte marmeren plaquette              |                  |
| Apostel Paulus                                                       | Jan Vlasblom | Nieuwstraat                                            | 1960               |                                        |                  |
| Lezend meisje                                                        | Huib Noorlander | Korte Lijnbaan                                         | 1960               | brons                                  |                  |
| Robert Baden-Powell                                                  | Willem Verbon | Het Park                                               | 1961               | brons                                  |                  |
| Zonder titel                                                         | André Volten | Museumpark                                             | 1961               |                                        |                  |
| Meisje met de hoepels (bijnaam: het Hoelahoepmeisje)                 | Loekie Metz | Joost Banckertsplaats                                  | 1962               |                                        |                  |
| Mariniersmonument                                                    | Titus Leeser | Oostplein                                              | 1963, 5 juli       |                                        |                  |
| Fikkie                                                               | Joeki Simak | Oude Binnenweg                                         | 1963               | onbekend                               |                  |
| Zonder titel                                                         | André Volten | Baan                                                   | 1963               |                                        |                  |
| Armed Bust V                                                         | Bernard Meadows | de Doelen, Concertgebouw                               | 1963               |                                        |                  |
| Barmhartige Samaritaan                                               | Han Wezelaar | Dr. Molewaterplein                                     | 1964, 3 juli       |                                        |                  |
| Belichaamde eenheid (bijnamen: De Schroothoop, Het Vliegtuigongeluk) | Wessel Couzijn | Weena, voor het hoofdkantoor van Unilever              | 1964               | fosforbrons                            |                  |
| Ongebroken verzet                                                    | Hubert van Lith | Westersingel                                           | 1965               | brons                                  |                  |
| J.H. Leopold                                                         | Charlotte van Pallandt                                                                                              | Wytemaweg                                              | 1965/ 2003         |                                        |                  |
| Wolken                                                               | Gust Romijn | Erasmus MC                                             | 1965, 2020         |                                        |                  |
| Anton Verhey                                                         | Han Rehm | de Doelen, Concertgebouw                               | 1966               |                                        |                  |
| Zonder titel                                                         | Frans Jacobs | Boompjes                                               | 1967               | brons                                  |                  |
| Wilhelmina                                                           | Charlotte van Pallandt                                                                                              | Het Park                                               | 1968, 4 mei        | steen                                  |                  |
| Oorlog en Vrede                                                      | Giacomo Manzù | Grote Kerkplein, Grote of Sint-Laurenskerk (Rotterdam) | 1968               | brons                                  |                  |
| Koos Speenhoff                                                       | Adri Blok | Eendrachtsplein                                        | 1968               | onbekend                               |                  |
| Zonder titel                                                         | Francesco Somaini                                                                                                   | Maasboulevard, Havenziekenhuis                         | 1968               |                                        |                  |
| Verzetskruis Hofplein                                                | Huib Noorlander | Hofplein                                               | 1969, 12 maart     |                                        |                  |
| Jules Zagwijn                                                        | Willem Verbon | de Doelen, Concertgebouw                               | 1969               | Materiaal                              |                  |
| Sylvette                                                             | Pablo Picasso | Westersingel/Witte de Withstraat                       | 1970               | beton                                  |                  |
| Hugo de Groot                                                        | Auke Hettema | Coolsingel, voor het Stadhuis                          | 1970               | brons                                  |                  |
| Dolle Jans droom                                                     | Piet van Stuivenberg                                                                                                | Joost Banckertsplaats                                  | 1970/ ca.2012      |                                        |                  |
| Liggende figuur                                                      | Fritz Wotruba | Westersingel                                           | 1971               | steen                                  |                  |
| Two Turning Vertical Rectangles                                      | George Rickey | Archief (tot in 2012 op Binnenwegplein)                | 1971               | rvs                                    |                  |
| De nooduitgang                                                       | Jan van Munster | Coolsingel naast postkantoor                           | 1975 - 2017        |                                        |                  |
| De knoop                                                             | Shinkichi Tajiri | Coolsingel                                             | 1976               |                                        |                  |
| Groeinormen                                                          | Leen Droppert | Schiedamsedijk                                         | 1978               |                                        |                  |
| Seated Woman                                                         | Willem de Kooning                                                                                                   | Weena/Hofplein                                         | 1980               | brons                                  |                  |
| Joods monument 1940-1945 (deel 1)                                    | Loekie Metz | Coolsingel, stadhuis                                   | 1981, 27 oktober   | 4 bronzen reliëfs 2 groot, 2 klein     |                  |
| Maasbeeld                                                            | Auke de Vries | Willemsbrug/Boompjes                                   | 1982               |                                        |                  |
| Screwarch                                                            | Claes Oldenburg | Museum Boijmans Van Beuningen                          | 1983               |                                        |                  |
| Louis Davids monument                                                | Mathieu Ficheroux                                                                                                   | Zandstraat, Davids' geboortegrond                      | 1983               | staal, mozaïek                         |                  |
| Zonder titel                                                         | Lon Pennock | Blaak                                                  | 1984               | Staal                                  |                  |
| Zonder titel                                                         | David van de Kop | Rochussenstraat                                        | 1984               |                                        |                  |
| Chaise Longue                                                        | Dora Dolz | Het Park                                               | 1984               |                                        |                  |
| Gezin                                                                | Louis van Roode | Westblaak                                              | 1984               |                                        |                  |
| Zonder Titel                                                         | Frans en Marja de Boer Lichtveld                                                                                    | Westersingel                                           | 1985               |                                        |                  |
| Lichtproject                                                         | Jan van Munster | Blaak 10                                               | 1985               |                                        |                  |
| De lange, gele benen van de architectuur                             | Coop Himmelbau | Westersingel                                           | 1987               | metaal                                 |                  |
| Zonder titel (bijnaam: de Watertanden)                               | Richard Artschwager                                                                                                 | Westersingel                                           | 1987               |                                        |                  |
| Evenwichtje                                                          | Evert den Hartog | Korte Hoogstraat                                       | 1987               |                                        |                  |
| Maquette oude Maasbruggen. Telescoop is in 2010 verwijderd.          | Kunst & Vaarwerk | Boompjes                                               | 1987               | staal                                  |                  |
| Three columns                                                        | George Rickey | Schouwburgplein                                        | 1989               | rvs                                    |                  |
| Monument voor een ezel                                               | Geert van de Camp                                                                                                   | Burgemeester van Walsumweg                             | 1989               |                                        |                  |
| Poseidon                                                             | Tom Waakop Reijers                                                                                                  | Westerkade                                             | 1989               | brons                                  |                  |
| Nieuwe Delftse poort                                                 | Cor Kraat | Pompenburg                                             | 1990               | staal, resten van het poortgebouw      |                  |
| Graaf Willem IV                                                      | Willem Verbon | Korte Hoogstraat                                       | 1990               |                                        |                  |
| Mario en Antonio                                                     | John AhearnRigoberto Torres                                                                                         | Kromme Elleboog/ Witte de Withstraat                   | 1991               | polyester                              | niet beschikbaar |
| Composition trouvée                                                  | Guillaume Bijl | Museumpark                                             | 1991               |                                        |                  |
| The Husband of the Doll                                              | Thom Puckey | Coolsingel                                             | 1992               | brons                                  |                  |
| Biopik                                                               | Atelier Van Lieshout                                                                                                | Museumpark                                             | 1992               |                                        |                  |
| De Kameel en zijn begeleider                                         | Henk Visch | Westzeedijk                                            | 1992               |                                        |                  |
| Flora                                                                | Theo Crosby | Weena                                                  | 1992               | Verguld brons                          |                  |
| lichtarcade                                                          | Peter Struycken | Rochussenstraat Nederlands Architectuurinstituut       | 1993               | lichtinstallatie                       |                  |
| Zonder titel                                                         | Auke de Vries | Museumpark Nederlands Architectuurinstituut            | 1993               | staal                                  |                  |
| Tor und Stele                                                        | Günther Förg | Doelstraat                                             | 1994               | brons/natuursteen                      |                  |
| Triomf                                                               | Kees Verkade | Blaak                                                  | 1995               | brons                                  |                  |
| Peter de Grote                                                       | Leonid Baranov | Veerhaven / Westerkade                                 | 1997               | brons                                  |                  |
| George Marshall                                                      | Willem Verbon | Coolsingel, stadhuis                                   | 1997               |                                        |                  |
| The Hermitage                                                        | Lebbeus Woods | Rochussenstraat Nederlands Architectuurinstituut       | 1998               | staal                                  |                  |
| Langs de Maas, Monument voor Valkhoff                                | Cor Kraat | Schilderstraat                                         | 1998               |                                        |                  |
| Zonder titel                                                         | Joel Shapiro | Westersingel                                           | 1999               | brons                                  |                  |
| AUB-au mijn benen                                                    | Henk Visch | Museumpark                                             | 1999               | brons                                  |                  |
| Moeder en kind                                                       | Carel Visser | Westersingel                                           | 2000               | metaal                                 |                  |
| De Hals                                                              | John Blake | Westersingel                                           | 2000               |                                        |                  |
| Freedom                                                              | Marian van Steenoven                                                                                                | Doelwater                                              | 2000               | Brons                                  |                  |
| Elevazione                                                           | Giuseppe Penone | Westersingel                                           | 2001               | brons en bomen                         |                  |
| Qwertz                                                               | Franz West | Westersingel                                           | 2001               |                                        |                  |
| Anita                                                                | David Bade | Westersingel/Westblaak                                 | 2001               | polyester                              |                  |
| Formule B                                                            | Job Koelewijn | Westersingel                                           | 2001               | fontein                                |                  |
| Zonder titel                                                         | Mark Manders | Kruisplein                                             | 2001               | brons                                  | niet beschikbaar |
| Marathonbeeld                                                        | Henk Visch | Boompjes/Leuvehaven                                    | 2001               | staal                                  |                  |
| Van Vlinderbuurt tot Takkenwijk                                      | Rolf Engelen | Zamenhofstraat                                         | 2001               |                                        |                  |
| Ode aan Marten Toonder                                               | De Artoonisten | Binnenrotte, bij de Blaak en de Centrale Bibliotheek   | 2002               | diverse                                |                  |
| Pim Fortuyn                                                          | Corry Ammerlaan van Niekerk                                                                                         | Korte Hoogstraat                                       | 2003               | brons (buste), marmer (sokkel)         |                  |
| Rabbits                                                              | Tom Claassen | Westzeedijk                                            | 2003               |                                        |                  |
| Santa Claus (bijnaam: Kabouter Buttplug)                             | Paul McCarthy | Eendrachtsplein                                        | 2004/ 2008         |                                        |                  |
| Taxat                                                                | Woody van Amen | Mariniersweg                                           | 2004, 29 januari   | Roestvrij staal - natuursteen          |                  |
| Reclining figure                                                     | Willem de Kooning                                                                                                   | Weena/Hofplein                                         | 2005, 16 april     | brons                                  |                  |
| Standing figure                                                      | Willem de Kooning                                                                                                   | Weena/Hofplein                                         | 2005, 16 april     | brons                                  |                  |
| Guard                                                                | Hans van Bentem | Westblaak                                              | 2005, september    | polyester                              |                  |
| Piet Blom                                                            | Hannah Blom | Overblaak                                              | 2005               |                                        |                  |
| Zwarte Kraai                                                         | Florentijn Hofman                                                                                                   | Westzeedijk, achter Kunsthal                           | 2006, 13 april     | staal                                  |                  |
| Wie dit aanraakt, bestaat                                            | Arjan Schoonhoven                                                                                                   | Museumstraat                                           | 2006               |                                        |                  |
| Cascade                                                              | Joep van Lieshout                                                                                                   | Churchillplein                                         | 2010, 6 maart      |                                        |                  |
| Rigardus Rijnhout, reus van Rotterdam                                | Herman Lamers | Wijkpark bij West-Kruiskade                            | 2011, juni         |                                        |                  |
| zonder titel                                                         | Florentijn Hofman                                                                                                   | Hoogstraat bij Markthal                                | 2014               |                                        |                  |
| Eerbetoon aan André van der Louw                                     | Herman Lamers | Halvemaanpassage/ Timmerhuis                           | 2015               |                                        |                  |
| T. G. Masaryk en Rotterdam                                           | Hans Citroen | Geldersekade                                           | 2015               |                                        |                  |
| Zebra in de nesten                                                   | Herman Lamers | Diergaardesingel, bij West-Kruiskade                   | 2015               |                                        |                  |
| Verloren parel                                                       | Madeleine Berkheimer                                                                                                | Park                                                   | 2015               |                                        |                  |
| Geboortehuis Erasmus                                                 | Diana de Graaf | Grote Kerkplein                                        | 2016               |                                        |                  |
| Duna                                                                 | Jaume Plensa | Erasmus MC, binnen                                     | 2017               |                                        |                  |
| Plaquette ir. W.N. Rose                                              | Adriaan van der Plas                                                                                                | Halvemaanpassage/ Timmerhuis                           | 2019               |                                        |                  |
| Het leven verspillen aan jou                                         | Pipilotti Rist | Museumpark, ingang depot Boijmans                      | 2021               |                                        |                  |
| Zonder titel                                                         | Paul Koning | Coolsingel                                             | onbekend           | gevelornament                          |                  |
| Bestevaer Maarten Tromp                                              | onbekend | Coolsingel                                             | onbekend           |                                        |                  |
| Zonder titel                                                         | Hulya Yilmaz | Museumpark, ingang museum Boijmans.                    | onbekend           |                                        |                  |
| Zonder titel                                                         | Hulya Yilmaz | 's Gravendijkwal, ingang Erasmus MC                    | onbekend; tot 2010 |                                        |                  |
| De boom                                                              | Hans Lemmen | Goudsesingel / Mariniersweg                            | 2001               |                                        |                  |
| Heilig Hartbeeld                                                     | Jan Custers | Wijkpark bij West-Kruiskade                            | onbekend           |                                        |                  |
| Onbekend witte huis                                                  | onbekend | Gelderseplein                                          |                    |                                        |                  |
| Portret van een buurtbewoner                                         | John Ahearn | Boomgaardsstraat 189                                   | 1992               | polyester                              |                  |
| Portret van een buurtbewoner                                         | John Ahearn | Boomgaardsstraat 189                                   | 1992               | polyester                              |                  |
| Portret van een buurtbewoner                                         | John Ahearn | Boomgaardsstraat 189                                   | 1992               | polyester                              |                  |
| Zonder titel                                                         | Navin Thakoer | Boomgaardsstraat 183                                   | 2007               |                                        |                  |
| El trotamundos                                                       | Jorge Kata Nuñez | Zwarte Paardenstraat 93                                | 2007               | verf                                   |                  |
| Jamin                                                                | Robbert Jan F. Donker                                                                                               | Westplein                                              | 2013, 31 mei       |                                        |                  |
| Marten Mees                                                          | Robbert Jan F. Donker                                                                                               | Westplein                                              | 2013, 31 mei       |                                        |                  |
| Van Rijckevorsel                                                     | Robbert Jan F. Donker                                                                                               | Westplein                                              | 2013, 31 mei       |                                        |                  |
| Van Beuningen                                                        | Robbert Jan F. Donker                                                                                               | Westplein                                              | 2013, 31 mei       |                                        |                  |
| Van Hoboken                                                          | Robbert Jan F. Donker                                                                                               | Westplein                                              | 2013, 31 mei       |                                        |                  |
| Twist and shout                                                      | Martand Khosla | Boompjes, naast Erasmusbrug                            | 2013, 12 juli      |                                        |                  |
| Die Hand                                                             | Armando | Museumpark 11, Chabot museum                           | 2015               |                                        |                  |
| Iedereen is dood behalve wij                                         | Ben Zegers | Binnenrotte / Markthal                                 | 2020, september    |                                        |                  |
| De vlecht                                                            | Kalliopi Lemos | Westersingel                                           | 2021, maart        |                                        |                  |
| Moments Contained                                                    | Thomas J Price | Stationsplein                                          | 2023, juni         | brons                                  |                  |
| onbekend                                                             | onbekend | Kruiskade 15                                           | onbekend           |                                        |                  |